# Elsa Schmid-Kitsikis
Elsa Schmid-Kitsikis est une psychologue et psychanalyste gréco-suisse, née à Athènes le 20 juin 1933, établie à Genève depuis 1952. Elle est professeure émérite de l'université de Genève et membre formatrice de la Société psychanalytique de Paris (SPP), de la Société suisse de psychanalyse (SSPsa), de l'Association psychanalytique internationale (API), ainsi que de la Société européenne pour la psychanalyse de l'enfant et de l'adolescent (SEPEA),,

## Biographie
Issue du couple formé par Béata Kitsikis (- Pétychakis) et Nicolas Kitsikis, elle vit ses premières années dans la Grèce bouleversée par l’invasion nazie et ensuite par la guerre civile (1946-1949). En 1947, elle émigre à Paris pour faire ses études secondaires et en 1952 s’installe à Genève pour suivre des études universitaires en psychologie. Mariée à Jean Siotis, elle commence à publier sous ce nom. Par la suite elle épouse Christian Schmid. Elle a 3 filles.

## Les années de formation en psychologie
Après l’obtention de la licence en 1955, elle devient assistante de Jean Piaget dont elle est une proche collaboratrice pendant 15 ans. Elle participe à des recherches en psychologie génétique et en épistémologie dans le cadre du Centre international d’épistémologie génétique. Parallèlement, elle collabore à des recherches sous la direction du psychiatre et neurologue Julian de Ajuriaguerra (le patient schizophrène, l’enfant dysphasique). Elle travaille dans des services médico-psychologiques à Genève et dans le canton de Vaud, où elle développe une activité clinique avec des enfants, ainsi que des activités de formation aux psychologues, logopédistes (orthophonistes) et psychomotriciens. Elle s’intéresse aux problématiques des enfants présentant des troubles de l’apprentissage et de la pensée (diplôme spécial pour l’éducation des enfants arriérés et difficiles (1955).
En 1982, elle devient professeure ordinaire à la Faculté de psychologie et des sciences de l’éducation de l’université de Genève. Elle oriente ses activités d’enseignement et de recherche vers un projet d’intégration dynamique des théories de la psychologie génétique et de la psychanalyse.
Malgré l'importance qu'elle accorde aux apports de la psychologie génétique sur le plan de la pensée, de ses procédures et des conditions de son émergence et de sa conflictualité, il lui apparaît de plus en plus clairement que le peu de place que le psychologue genevois confère aux affects et à la vie inconsciente constitue un obstacle épistémologique et méthodologique majeur.

## L’option psychanalytique
Elle commence sa formation psychanalytique en 1984, dans le cadre de la Société psychanalytique de Paris (SPP), dont elle devient en 2001 membre adhérente, et par la suite membre titulaire, ainsi que membre à part entière de l’API (Association internationale de psychanalyse). La psychanalyse, aussi bien dans sa théorie que dans sa pratique, constitue le nouveau cadre qui lui permettra d’aborder les questions de la pensée, de la créativité, de la conflictualité psychique, depuis un angle bien plus large, en y intégrant la pulsion, le travail de l’inconscient et du préconscient, l’analyse des processus de transformation et de mise en forme, ainsi que les limites du pensable. Si dans son apprentissage de la clinique de l’enfant l’influence de René Diatkine fut marquante, lors de sa maturation en tant que psychanalyste, Elsa Schmid relève l’importance des travaux d’André Green, de Wilfred Bion, de Jean Guillaumin, entre autres.

### Une activité à multiples facettes
Tout au long de sa carrière, Elsa Schmid-Kitsikis mène des travaux sur différents versants : la clinique, l’enseignement, la réflexion théorique et la diffusion des idées. Son activité clinique, présente dès les débuts de sa carrière au sein des institutions psychiatriques de Genève, ainsi que dans divers services médico-pédagogiques, s’oriente dès les années ’80 vers la pratique de la psychanalyse en libérale. En outre, à l’Université de Genève, elle met sur pied (1985) un Centre de psychologie préventive pour l’enfant et la famille (CPPEF), dans le cadre de la FPSE, ainsi qu’un Centre de consultation psychologique pour jeunes adultes (CPJA), en 1991.
À l’Université de Genève, en tant que professeur assistant d’abord (1973-1976), professeur extraordinaire ensuite (1976-1982) et finalement Professeur ordinaire (1982-1998) elle participe à la formation de générations de psychologues. Elle est souvent invitée à l'étranger à fin de diffuser ses idées Ses séminaires amènent à Genève les plus grandes figures de la psychanalyse francophone contemporaine, donnant ainsi à son enseignement une portée formatrice dépassant les limites du cadre académique classique.
Elle mène des recherches dans le cadre du FNRS (Fonds national de la recherche scientifique), soit en tant que co-requérente soit en tant que requérante principale, sur des sujets tels que le développement cognitif d'enfants atteints de débilité et de psychose; l'intégration professionnelle d'adultes handicapés mentaux; la genèse des élaborations symboliques; le fonctionnement cognitif des sujets borderline; étude de deux activités de la pensée (associative et classificatoire) et de leurs liens fonctionnels.
Son intérêt pour l’enseignement et la formation la conduisent à instaurer, en tant que professeur émérite, des séminaires centrés sur la psychanalyse de l’enfant et de l’adolescent, destinés aux psychanalystes, psychothérapeutes et psychiatres exerçant en libéral et dans les institutions de soins. Dès 1995 elle participe, à Paris, aux activités de la SEPEA, et en 1998 elle crée à Genève, en partenariat avec la SEPEA, l’Association suisse pour la psychanalyse de l’enfant et de l’adolescent (ASUPEA), qu’elle présida à des nombreuses reprises. L’Asupea a pour mission de parfaire la formation théorico-clinique des praticiens de l’enfant et de l’adolescent, dans le cadre de leur formation continue. Enfin, son intérêt pour l’enseignement et la formation se déploie aussi dans le cadre des sociétés psychanalytiques dont elle fait partie : elle devient membre titulaire et formatrice de la SPP en 2003, et membre et formatrice de la Société suisse de psychanalyse (SSPsa) en 2009. En outre, elle fait partie du Groupe lyonnais Rhône-Alpes de psychanalyse (GLPRA) dont elle dirige pendant plusieurs années le Bulletin scientifique.

## Activité éditoriale
Elle crée et dirige en 1990 aux Éditions Delachaux et Niestlé les collections « Champs psychanalytiques », « Textes de base en psychanalyse » et « La psychanalyse en mouvement », qui éditent entre 1990 et 2003 une quarantaine d’ouvrages. Elle co-dirige, avec Rémy Puyuelo, la collection « L’enfant et le travail du psychanalyste » aux Éditions In Press. En outre, elle est membre du Comité scientifique international de la Revue française de psychanalyse (RFP), Éditions PUF et membre du Comité de rédaction de la Revue In Analysis, Éditions Elsevier-Masson.

## Publications
Elle écrit dix ouvrages, parmi lesquels Théorie et clinique du fonctionnement mental, Wilfred Ruprecht Bion (1999), La passion adolescente (2001), Survivre à la détresse, s’ouvrir au désir, Le tissage de l’éprouvé et du pensé de la relation analytique (2016). Certains de ses ouvrages comptent des traductions en grec, en italien, en roumain, en espagnol et en portugais. Quant à ses articles, elle publie d’abord dans le cadre de ses recherches en épistémologie génétique et/ou en psychopathologie (une cinquantaine d’articles et de chapitres écrits entre 1959 et 1994). Entre 1994 et 2016, elle publie 80 articles psychanalytiques portant sur ses principaux sujets d’intérêt : la place et la complexité des imagos, la place de l’analyste en séance, la question de la vérité et du mensonge, le rêve et son récit, la passion adolescente, la sensorialité et la sensualité, les questions de la séduction et du traumatisme, les ravages de la compulsion de répétition, etc. Les questions du transfert et du contretransfert occupent surtout une place centrale dans son élaboration théorico-clinique. Un thème important dans son œuvre est celui de la pensée épistémologique et des cadres culturels, qui permettent de poser un regard sur le regard du psychanalyste ou du scientifique.

### Ouvrages
- L'examen des opérations de l'intelligence, Psychopathologie de l'enfant, Neuchâtel, Delachaux et Niestlé, 1969.
- Théorie et clinique du fonctionnement mental, Bruxelles, Mardaga, 1985.
- An Interpersonal Approach to Mental Functioning : Assessment and Treatment. Karger : Bale - New York, 1990.
- Legami creatori e legami distruttori dell'attivita'mentale, Milano, Borla, 1993.
- Wilfred Ruprecht Bion, Coll. Psychanalystes d’Aujourd’hui, Paris, PUF, 1999, 3e édition, 2009.
- Pour introduire la psychologie clinique, Topos, Paris, Dunod, 1999.
- La passion adolescente, Paris, In Press, 2001
- Survivre à la détresse, s’ouvrir au désir. Le tissage de l’éprouvé et du pensé de la relation analytique, Paris, In Press, 2016.
- Emoi sensoriel, plaisir sensuel. Le monde secret de l'éprouvé. Paris. In Press, 2020.
- Traduction en grec de « Survivre à la détresse, s’ouvrir au désir. Le tissage de l’éprouvé et du pensé de la relation analytique. » : Απότηναπόγνωσηστηνεπιθυμία. Η συνύφανση του αισθάνεσθαι και του σκέπτεσθαι μέσα στην αναλυτική σχέση. Edit. Armos,Athènes, 2021. 421 p.
- Éloge de la pensée primaire. Une psychanalyste à la rencontre de Donald Trump. Paris, L'Harmattan. 2021. 159 p.
- Culte de la vie et de la mort : folie narcissique d'un homme de pouvoir. Paris, Vérone. 2023. 140 p.

### Direction d'ouvrages
- Créativité et/ou symptôme, direction (avec N. Nicolaïdis) d'un ouvrage collectif, Clancier- Guénaud, Paris, 1982, 230 pages.
- Le fonctionnement mental[26]: Textes de base en psychologie (avec M. Perret-Catipovic et S. Perret-Vionnet. Delachaux et Niestlé, Neuchâtel, 1991.
- Les concepts limites en psychanalyse (avec A. Sanzana), Delachaux et Niestlé, 1997.
- Avec M. Vermorel : René Diatkine psychanalyste de l’enfant, Pref. de Paul Denis, Lausanne, Ed. Delachaux et Niestlé, 2001
- Avec Fr, Sacco : Psychanalyse de l’enfant et croissance psychique, Collection de la SEPEA, Paris, 2003.
- Avec Rémy Puyuelo: Des psychanalystes racontent l'exil. Préface d'Isabelle Martin Kamieniak. Editions In Press, Collection Ouvertures Psy. Paris, 2022.

### Orientation piagétienne
Sous E. Siotis (sélection)
- Les classifications d'éléments perçus par voie tactilo-kinesthésique. (Avec H.Niedorf). In: Jean Piaget, La genèse des structures logiques élémentaires, Neuchâtel, Delachaux et Niestlé, 1959. Chap. VIII

Sous E. Schmid-Kitsikis (une sélection)
- Les images anticipatrices cinétiques (Chap IV) et Les images anticipatrices de transformation (5 recherches dans Chap VI). In: Jean Piaget L’Image mentale chez l’enfant. Étude sur le développement des représentations imagées, Paris, PUF, 1966.
- Le souvenir des intersections de classes (avec A. Bauer). In: Jean Piaget Mémoire et intelligence, Paris, PUF, 1968. Chapitre IX : Épistémologie et Psychologie de la Fonction,
- De la fonction constituante à la classe d'équivalence. In: Jean Piaget Études d’épistémologie génétique, 23, PUF. 1968, Chap. I Épistémologie et Psychologie de la Fonction,
- Un exemple de composition de variations des variations. In: Jean Piaget Études d’épistémologie génétique, 23, PUF. 1968. Chap. I
- Piagetian theory and its approach to psychopathology, American Journal of Mental Deficiency, 1973, Vo. 77, No 6.
- Aspects opératoires en psychopathologie infantile, Revue de Neuro-Psychiatrie Infantile, 1973, vol. 21, Nos 1-2.
- Development of Mental Functioning. Integrative Approach to Psychoanalytic and Psychogenetic Theory, Human Development, 1987, 30.

### Orientation psychanalytique (une sélection)
- Le bébé "cicatrice" : De la complexité fantasmatique de l'imago paternelle, Revue Française de Psychanalyse, LVIII, No 3, 1994, P.U.F., p. 731-741.
- Percevoir chez l'analyste, Revue Française de Psychanalyse, 2, 1995.
- Une théorie psychanalytique de la pensée peut-elle intégrer les découvertes piagétiennes ?, Psychologie clinique et projective, no. 2, 1996,
- Fanatisme. La croyance pervertie, Sectes, Débats de Psychanalyse, 1999
- Sentir, ressentir : l’autosensorialité, « objet » d’une jouissance, Revue française de psychanalyse, 1, 1999
- La mémoire du traumatisme ou comment nier l’oubli pour ne pas se souvenir, Revue française de psychanalyse, 1, 2000
- « Elle regarda derrière et devint une statue de sel ». L’attrait du perceptif dans la séduction traumatique. RFP., 3. 2002
- Sensorialité et sensualité : Ferments de la sexualité infantile. In : Clinique psychanalytique de la sensorialité, Coll. Inconscient et culture, Paris, Dunod, 2002.
- La sensualité au risque de se perdre entre procédés fétiches et procédés autocalmants, Actualités psychosomatiques, 8, 2005.
- Renaissance. Du festin cannibale au plaisir de la pensée, Revue Française de Psychanalyse, 1, p. 183-198, 2007
- La démarche analogique. Esquisse d’une réflexion épistémologique, Revue française de psychanalyse, 1, 2008,
- « Τοδιἀβηματηςαναλογἰας. Σχεδἰασμαενὀςεπιστημολογικοὐστοχασμοὐ. » Traduction en grec de « La démarche analogique. Esquisse d’une réflexion épistémologique » (RFP. 2008.1). Publications de la Société Hellénique de Psychanalyse. Athènes, 2021.
- Rêver, penser, créer. Sigmund Freud, Jean Piaget, Wilfred Ruprecht Bion, Collection de la SEPEA, Paris, In Press, 3e éd., 2009.
- Deux notions souvent confondues, sensorialité et sensualité. Y a-t-il une nécessité théorico-clinique à les distinguer ?, Bulletin GLPRA, 71, 2012.
- Traumatic seduction and sexual inhibition, in : On Freud’s « Inhibition, Symptoms and Anxiety », Londres, Karnac Books Ltd, 2013.
- Faut-il que l’adolescence ait une fin ? La créativité de l’adulte est toujours adolescente, Revue française de psychanalyse, 2, 2013.
- Le temps du trauma « mange » la vie. La vie contrainte de la répétition « mange » le temps, in : Temporalités psychiques en psychanalyse. Le présent du passé, Paris, Éditions In Press, 2015.
- Le droit au mensonge : une issue psychique pour pouvoir penser ?, Revue française de psychanalyse, mars 2015, 1, 2015.
- Qu’est-ce que rêver pour l’enfant ? Le familier et l’inquiétant du sexuel infantile, Revue française de psychanalyse, 5, 2015.
- Corpo afflitto, parole vive. Figure e movimenti psichici d’adolescenti, in : A. M. Nicolò et I. Ruggiero (A cura), La mente adolescente e il corpo ripudiato, Milan, Franco Angeli, 2016.
- La ¨mémoire¨ de la compulsion de répétition. Esquisse d’une réflexion métapsychologique, Revue française de psychanalyse, 2, 2016.
- Plaisir sensoriel, plaisir sensuel. Quel combat pour quel objet ?, Revue française de psychanalyse, 4, 2016.
- La psychanalyse et son écriture. Esquisse d'une réflexion. Bulletin de la SSPsa, 81, p. 20-24, 2016.
- La psychanalyse, une théorie de la connaissance? Singularité et complexité épistémologique. Elsevier Masson, In Analysis, 1/2, p. 97-103, 2017.
- W.R. Bion, analyse de la douleur, de l'incommunicable, de l'inconnaissable. Bulletin du GLPRA, Lyon, 80, p. 221-232. 2017.
- Processus de transformation et création de nouveauté. Bulletin du Groupe Lyonnais de Psychanalyse Rhône-Alpes, 2018, 82.
- Le corps et la complexité de ses éprouvés, Bulletin du Groupe Lyonnais Rhône-Alpes, 2018, 83, p. 79-88.
- W. R. Bion et l’« ambiguïté » conceptuelle de la dualité pulsion/émotion. Un questionnement épistémologique. RFP, 5, 2018, p. 1409-1414.
- Volatilité de l'excitation, quel destin pour le "germe d'affect"? In Débats en psychanalyse, Paris, PUF, janvier 2020 p. 71-85
- Carmen, en busca del "objeto fuera de alcance". Revista de Psicoanálisis de la Asociación Psicoanalítica de Madrid. Janvier 2020. Vol. 35, N°88, p.125-145.
- L'exil, la mémoire en éveil. 2020. Bulletin du Groupe Lyonnais de Psychanalyse Rhône- Alpes, 86, p. 28 -41
- Esquisse d’une réflexion sur le confinement Covid-19. Le cadre en cure analytique questionné. 2021 Bulletin de la SSPsa ,91.
- D’un siècle à l’autre : « L’homme est un loup pour l’homme » (2021) , Bulletin du Groupe Lyonnais de Psychanalyse Rhône- Alpes, 87, p. 200-206.

## Recensions, notes critiques et commentaires

### Généralités
- Fink, N. et Natchkova, N. (dir). Histoires vives d'une faculté. Récits d'auteurs et d'autrices de la Faculté de Psychologie et des Sciences de l'éducation. Lausanne, Éditions Antipodes, 2012. p. 35-40 Entretien avec Elsa Schmid-Kitsikis.
- Maja Perret-Catipovic, « Elsa Schmid-Kitsikis “Une théorie psychanalytique de la pensée peut-elle intégrer les découvertes piagétiennes” », dans Jean-Yves Chagnon, 40 commentaires de textes en psychologie clinique, Paris, Dunod, 2014, p. 117-124
- Sanzana, Ariel, Une impossible rencontre, A propos d'Éloge de la pensée primaire, Le CarnetPsy, Paris, N° 249, février 2022
- Halimi, Olivier, La psychanalyse occupe une place qu'on ne peut lui disputer, Entretien avec Elsa Schmid-Kitsikis, Le CarnetPsy, Paris. N° 252, mai 2022. Pages 4 - 7.

### Ouvrages particuliers
- Le Fonctionnement mental : « Si la psychanalyse ne cherche pas à édifier une théorie de la pensée, elle n’en est pas moins confrontée, dans de nombreuses circonstances, à un « trouble du penser » dont les bases affectives posent de façon aiguë la question du passage de la dimension pulsionnelle et relationnelle de l’être humain, et notamment de l’enfant, à sa capacité mentale. C’est pourquoi on saluera l’excellent « Le fonctionnement mental », publié par les soins de Elsa Schmid Kitsikis. » » John E. Jackson, Le Journal de Genève, 15 juin 1991.
- An interpersonal Approach to Mental Functioning: Assessment and treatment : « The Schmid-Kitsikis volume seems to reflect a recent trend among Piagetians, namely the serious consideration of the role of affective factors in intellectual development and the parallel deemphasis of both logicomathematical thinking and pure curiosity as its motors. (…) In some respects, the work is unsatisfiying. (…) Despite this criticisms, the volume is important in focusing in a deep way on the most vital problem of the links between affect and cognition. » Herbert P. Ginsburg, Contemporary psychology, Vol 37, N°6 Book review. Edit. Karger, 1992.
- Wilfred Ruprecht Bion :
  - « Un petit ouvrage impressionnant dans la littérature prolixe sur Bion pour tous ceux qui veulent pénétrer cette vie énigmatique « limite » pleine d’amertume et d’autodépréciation, et cette pensée profonde qui est, sans aucun doute, susceptible de transformer la pensée psychanalytique et permettre de réaliser le rêve de Ferenczi : «Penser la psychanalyse à partir de l’analyste. » Haynal, André, Psychothérapies, Genève, 1999, N°2. p. 134.
  - « L’ensemble de ces apports (de Bion) et bien d’autres encore sont abordés par E. Schmid-Kitsikis dans cet ouvrage qui présente, d’une manière aussi claire que fine et précise, le parcours personnel et théorique d’un auteur dont la personnalité et la richesse de pensée ne peuvent laisser indifférent quiconque s’intéresse à la psychose, aux relations précoces mère/nourrisson ou à la genèse et fonctionnement de l’appareil psychique. » Gisèle Santschi, Journal des Psychologues. Juin 1999 N° 168 p.71.
  - « Tous les thérapeutes qui ont une expérience clinique des cas de psychose savent que la difficulté majeure du traitement réside dans la difficulté de comprendre la logique de pensée (délirante) qui les sous-tend. C’est à s’approcher de cette logique que Bion a consacré son œuvre. Elsa Schmid Kitsikis en dresse un tableau qui cherche à en dire la richesse sans pour autant simplifier celle-ci. Le lecteur ne peut que lui en être reconnaissant. » John E. Jackson, Le Temps, Genève, 27 février 1999, p.15.
- La Passion adolescente :
  - « De nombreux exemples viennent enrichir cette « clinique de la passion, douleur de la mémoire ». La passion est toujours adolescente lorsqu’elle ne prend pas le visage de la perversion, qui la ride, en la rendant stérile et morbide. A travers leur avidité pour des attachements et fixations passionnels, les adolescents révèlent, paradoxalement, la mobilité de leur vie pulsionnelle, leur disponibilité pour le changement. Cette passion adolescente s’appuie sur une aptitude à la recherche, sur un désir de découverte, qu’elle se gardera bien de révéler et d’admettre. » Bass, Henri-Pierre, CarnetPsy. Décembre/janvier 2003,
  - « Le livre de Elsa Schmid Kitsikis, qui a réussi sans relâche une articulation heureuse et féconde entre théorie et clinique, nous permet de saisir ce qui habite le sujet passionnel dans sa quête éperdue de l’objet-autre, l’objet convoité de son manque. Lorsqu'en effet, toute tentative de séparation avec l’autre devient une effroyable menace pour son intégrité psychique. Lorsque la désunion affective devient analogue à la mort ou réexhume la haine virulente et envenimée de la castration. » Houari Maïdi, L’Évolution psychiatrique, 2003, n° 68, 4. p.617-622.
  - « La gymnastique intellectuelle et clinique à laquelle s’est livrée E.Schmid Kitsikis pour transmettre à la fois sa riche expérience avec les adolescents et son impressionnant savoir analytique demande aux lecteurs pas tout à fait familiarisés aux styles des psychanalystes de la SPP, un sérieux effort pour suivre le pas. Une fois cet effort fourni, on ne regrette cependant pas le voyage. » Stockwell, Dominic, Cahiers de psychologie clinique, 19, 2002/ 2, Bruxelles. p. 179-180.

- Survivre à la détresse, s’ouvrir au désir. Le tissage de l’éprouvé et du pensé de la relation analytique.
  - « Ce pourquoi ce livre avec toute sa richesse théorique est un plaisir de lecture, même pour les psychanalystes ! Les cures que nous raconte l’auteure ne sont pas simples, rencontrent obstacles et aléas, s’engluent dans la répétition, s’anesthésient, flamboient par moments, s’élancent ou retombent, avancent pas à pas, s’achèvent ou se poursuivent loin de nos regards. Mais – et c’est toute la générosité de l’auteure de nous faire partager ces moments – leur analyste est là, cherche, ressent, éprouve, s’interroge, intervient ou se tait, tente en tous cas de s’y repérer, de rester vivante et attentive et enfin de retrouver sa pensée… Et avec elle, le lecteur cherche, ressent à son tour, s’interroge, cherche à comprendre, cherche comment sortir de l’ornière, comment réveiller toutes ces potentialités créatives enfermées. La vibration qui anime chacun de ces récits cliniques se communique à nous et on se prend à rêver, à se représenter la situation, à imaginer, à en appeler à nos propres repères théoriques. » Isabelle Martin Kamieniak, Revue Française de Psychanalyse, 2019, 1. p 589-594.
  - « Elsa Schmid-Kitsikis nous livre des séquences d’existence sur le divan qu’elle passe au tamis de son propre fonctionnement psychique en séance. En sortent quelques bribes de pensée, quelques ténus fils associatifs. Elle nous montre alors comment, avec beaucoup d’humilité, elle tente de tricoter ces fils ensemble, d’enfiler une maille après l’autre, prête à tout moment à défaire son tricot s’il n’est pas à la mesure du patient. Les mailles dont il est question se construisent surtout autour de la sensorialité, et la sensorialité est travaillée dans son rôle précurseur de la sensualité. » Maja Perret Catipovic, Le CarnetPsy, février 2017.
  - « Dans la cure, la présence d’un objet vivant, d’un objet qui éprouve, vient restaurer les défaillances historiques et réhabilite la possibilité du jeu. La prise en compte de l’éprouvé de l’analyste peut être considéré sans doute comme la tâche la plus ardue de son travail, celle qui consiste non seulement à accepter de se laisser surprendre, mais surtout à accueillir les à-coups transférentiels, et à supporter l’invisible, l’inconnu, l’indéterminé. » Armelle Hours, Bulletin du GLPRA. Lyon, 2017, p. 80.
  - « Les récits détaillés des événements de la vie et des traumas précoces des patients réactivés dans la relation transféro-contre-transférentielle ne sauraient se réduire aux seules illustrations cliniques au service d’une théorie.  Chaque cas constitue un monde, un univers riche et énigmatique, dont les traces archaïques, vécues avant l’existence d’un sujet, subsistent et se répètent. Et si Elsa Schmid-Kitsikis recourt aux multiples théories implicites et explicites dans son entreprise, c’est avant tout pour avouer combien l’analyste en a besoin… et combien elles demeurent insuffisantes en regard du secours que réclament les pathologies du narcissisme et de l’identité » Tiziana Bimpage-Boglietti, Bulletin de la SSPsa 86, 2018.

- Émoi sensoriel, plaisir sensuel : « Associant rigueur métapsychologique, finesse, et sensibilité, Elsa Schmid-Kitsikis déploie ses réflexions à partir de différents registres, métapsychologiques, cliniques et esthétiques. Elle nous invite à un parcours dans lequel se côtoient des poètes, des romanciers et des philosophes, des psychanalystes et des récits de cure. À travers ces différentes voix, leurs résonances, leurs dissonances, et leurs inévitables et fécondes discontinuités, Elsa Schmid- Kitsikis rend compte de la profondeur du champ de sa réflexion, et de ses interrogations. » Nathalie Zilkha, Bulletin de la SSPsa, 92, 2021.

- Éloge de la pensée primaire, une psychanalyste à la rencontre de Donald Trump : « Au total, on a plaisir à rencontrer dans ce livre une analyste dont le travail illustre à notre avis ce que peut-être la pensée psychanalytique, celle qui s’appuie sur l’expérience clinique, les références théoriques et sur l’analyse de ses propres éprouvés. On découvre avec intérêt et parfois avec effroi, l’analyse fine et documentée de l’auteur à propos de l’ex-président des USA et on entrevoit avec curiosité une synthèse de ses réflexions sur la pensée, les affects et leurs origines » Olivier Halimi. Les enfants de la psychanalyse, 30 août 2021. Lire en ligne.

## Activités d’échanges scientifiques
Dès les débuts de sa carrière, Elsa Schmid-Kitsikis comprend l’importance du partage d’idées et de connaissances avec des collègues, des institutions et des pratiques venant d’ailleurs (milieux scientifiques et cliniques).
Ainsi, en 1972 et 1974 elle fut professeur invité à l’Université de Montréal ; de 1976 à 1983, chargée de cours à l’Université de Provence ; en 1977 consultante à l’Hôpital psychiatrique Zebé, au Togo ; en 1979 professeur invité à Fordham University (New York). En 1980, professeur invité à l’Institut national de Sciences de l’Education au Togo ; en 1981 professeur invitée au Centre d’Epistémologie convergente de Buenos Aires (séminaires pour chercheurs et praticiens) ; en 1984, professeur invitée à York University (Toronto).
Sur le versant clinique et théorique de la clinique elle enseigne, en 1977 au Centre hospitalier Régional de Tours, en France, et donne des séminaires pour la formation continue des conseillers d’orientation à Grenoble ; en 1982 à l’Université de Lisbonne (recherches en psychologie clinique) et en 1982 des cours de formation à l’Université Catholique de Milan.
Par la suite, ayant culminé sa carrière universitaire comme Professeur Honoraire de l’Université de Genève, elle se consacra au travail psychanalytique, ainsi qu’à l’écriture. On peut dénombrer de multiples activités aussi bien à la Société Psychanalytique de Paris, SPP qu’au Groupe Lyonnais Rhône-Alpes de Psychanalyse, GLPRA, dont elle dirigea le Bulletin scientifique. Elle fut responsable de séminaires de formation et intervient dans de nombreux Congrès et Conférences, dans les Sociétés britannique, suédoise, espagnole, grecque, suisse, italienne et portugaise.  En outre, elle organise depuis 1990, à Genève, de nombreux cycles de formation continue adressé à des cliniciens de l’enfance et de l’adolescence.